# 萨瓦尔萨
萨瓦尔萨（西班牙語：Zabalza）是西班牙纳瓦拉的一个市镇。总面积14平方公里，总人口157人（2001年），人口密度11人/平方公里。